# Edith van Wilton

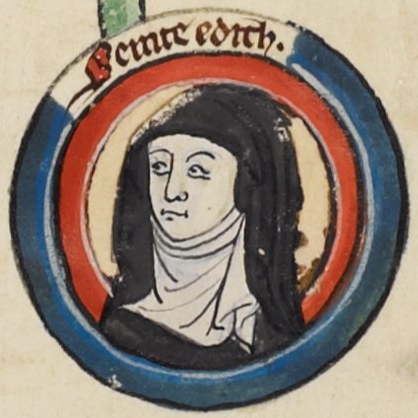
Edith van Wilton.

Edith van Wilton (Kemsing, circa 964 - Wilton, 16 september 984) was een Angelsaksische heilige en benedictines. Ze behoorde tot het huis Wessex.

## Levensloop
Edith van Wilton was een dochter van koning Edgar van Engeland en Wulfthrith. Haar moeder was een Angelsaksische edelvrouw die zuster werd in de abdij van Wilton, maar daar ontvoerd werd door Edgar. Nadat Wulfthrith een huwelijksaanzoek van Edgar had geweigerd, keerde ze rond 965 met haar dochter terug naar de abdij van Wilton. Edith groeide op in het klooster en werd er eveneens zuster, terwijl Wulfthrith het tot abdis bracht.
Haar halfbroer Eduard de Martelaar besteeg in 975 op twaalfjarige leeftijd de Engelse troon, maar werd drie jaar later vermoord. Edith kreeg vervolgens het aanbod om de Engelse troon te bestijgen. Ze weigerde echter en bleef in het klooster van Wilton, waar ze zich tot aan haar dood in 984 aan armen- en ziekenzorg wijdde.
Aartsbisschop Dunstan van Canterbury stond haar bij in de laatste uren van haar leven en liet haar bijzetten in de Dionysiuskerk van Wilton, die ter ere van haar werd gebouwd. Ook stimuleerde hij haar verering en heiligverklaring. In de kunst wordt ze steevast afgebeeld als abdis, met een staf of kerkmodel in de hand of omringd door zieke personen. Haar katholieke feestdag valt op 16 september.